# Wavell Wakefield
William Wavell Wakefield (10. března 1898, Beckenham – 12. srpna 1983 Kendal) byl anglický ragbista, který hrál nejčastěji jako rváček. V roce 2015 byl jmenován do Světové ragbyové síně slávy.
Za Anglii odehrál 31 zápasů (1920–1927), ve kterých položil šest trojek (try). Po 43 let byl hráčem, co za svou zemi odehrál nejvíce utkání ze všech. Ve 13 utkáních byl kapitánem anglické reprezentace. Čtyřikrát vyhrál Pohár 5 národů (1920, 1921, 1923, 1924). Byl i hráčem sedmičkového ragby, s klubem Harlequins vyhrál třikrát (1926, 1928, 1929) turnaj Middlesex Sevens. Odehrál 3 zápasy za Barbarians.
V roce 1950 byl prezidentem Anglické ragbyové unie. Od roku 1950 do roku 1980 byl prezidentem Harlequins. Byl politikem 15 let za Konzervativní stranu. V roce 1963 byl pasován na rytíře. Byl členem Královského námořního letectva.